# 大久保卓朗
大久保 卓朗（おおくぼ たくろう、1981年1月5日 - ）は福岡県出身の俳優。所属事務所はキューブ。身長174cm。血液型はB型。
趣味は音楽鑑賞。特技はドラム、麺あげ。

## 出演

### ドラマ
- 警視庁捜査一課9係 第10話（テレビ朝日）
- ごくせん 第5話（日本テレビ）
- 14才の母 第9話（日本テレビ）
- Dのゲキジョー 〜運命のジャッジ〜
- サプリ 第2話（フジテレビ）
- ホーリーランド（テレビ東京）
- 恋する日曜日〜晩菊〜（BS-i）
- 牙狼-GARO-スペシャル 白夜の魔獣
- 星月夜（TBS）

### PV
- 藤木直人「HEY! FRIENDS」